# Ośrodek Edukacyjno-Muzealny Roztoczańskiego Parku Narodowego w Zwierzyńcu

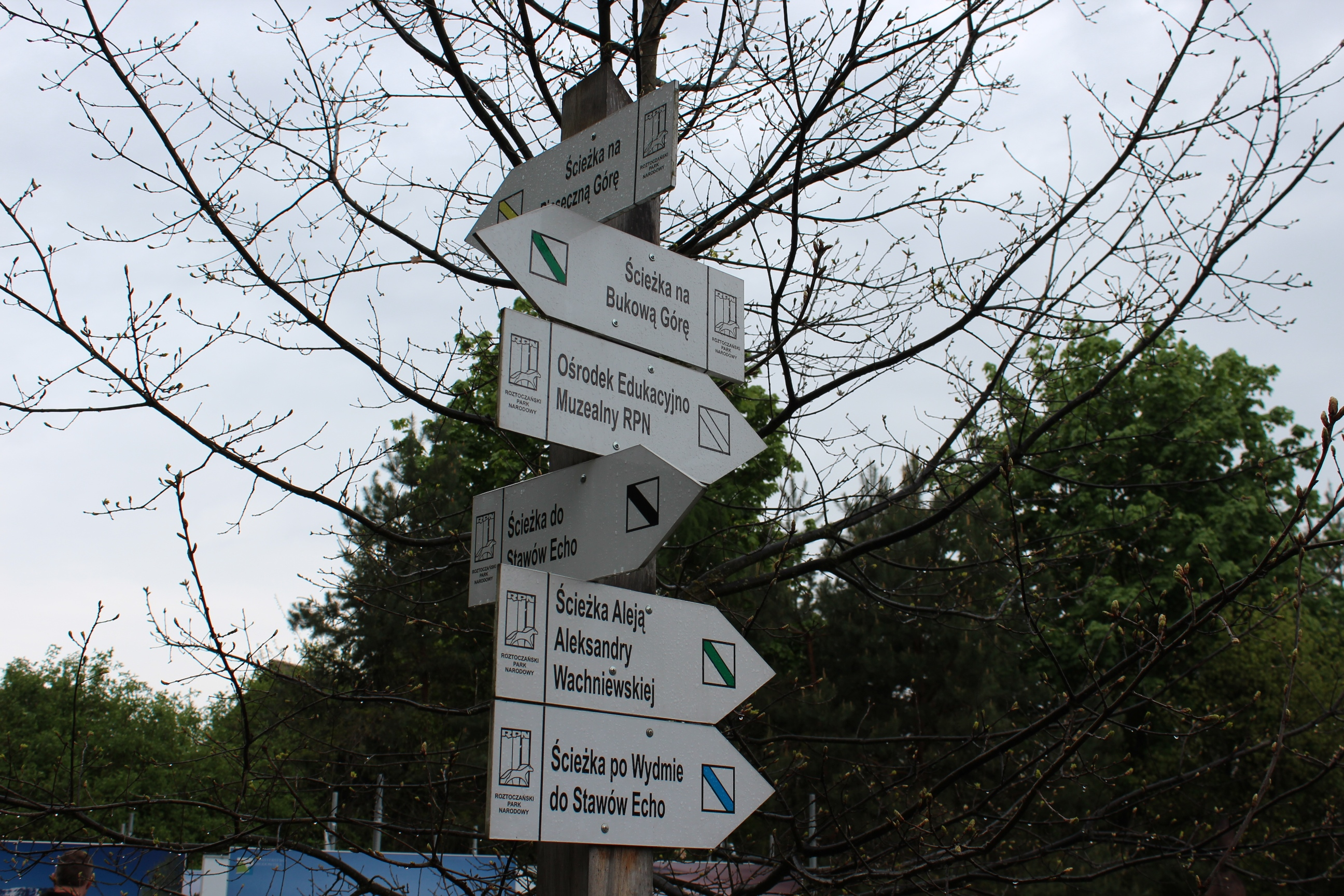
Kierunkowskaz przy ośrodku na ścieżki przyrodnicze parku

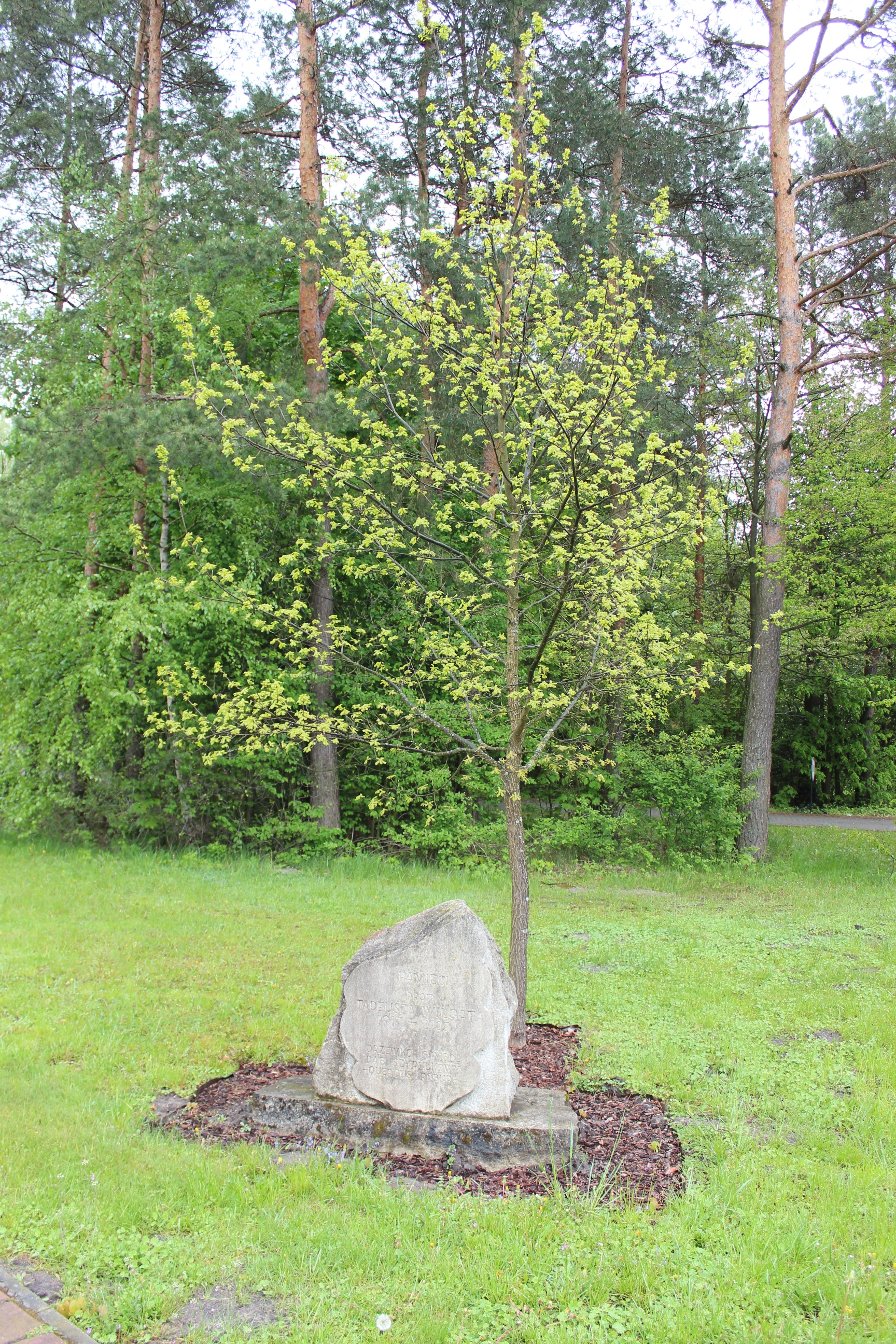
Dąb szypułkowy (drzewo - symbol) oraz głaz przy ośrodku, upamiętniający prof. Tadeusza Wilgata

Ośrodek Edukacyjno-Muzealny Roztoczańskiego Parku Narodowego – ośrodek edukacyjny i muzeum przyrodnicze zlokalizowane w Zwierzyńcu. Gromadzi zbiory związane z Roztoczańskim Parkiem Narodowym. Ośrodek funkcjonuje od 1994.

## Ekspozycja stała
Ekspozycja stała „W krainie jodły, buka i tarpana” znajduje się na piętrze budynku i w obecnym kształcie prezentowana jest od 1 stycznia 2010. Składa się z 11 dioram ukazujących 17 środowisk:
1. Świadkowie minionego życia (A. Morze kredowe. B. Brzeg morza kredowego. C. Skamieniałe drzewo)
2. Pierwotna puszcza (A. Martwe drzewo. B. W dawnej puszczy. C. Puszcza zimą - drapieżnik i ofiara. D. Puszcza zimą - tropy i ślady)
3. Piramida troficzna
4. Torfowisko
5. Bór sosnowy (A. Mrowisko. B. W borze sosnowym)
6. Buczyna karpacka (A. Aspekt wiosenny. B. Buczyna karpacka latem)
7. Bór jodłowy
8. Rykowisko
9. Środowisko wodne RPN
10. Konik polski - symbol RPN (A. Koniki polskie. B. Sosna bartna)
11. Krajobrazy Roztocza

Wstęp na ekspozycję odbywa się o określonych godzinach, w grupach, w obecności pracownika ośrodka.

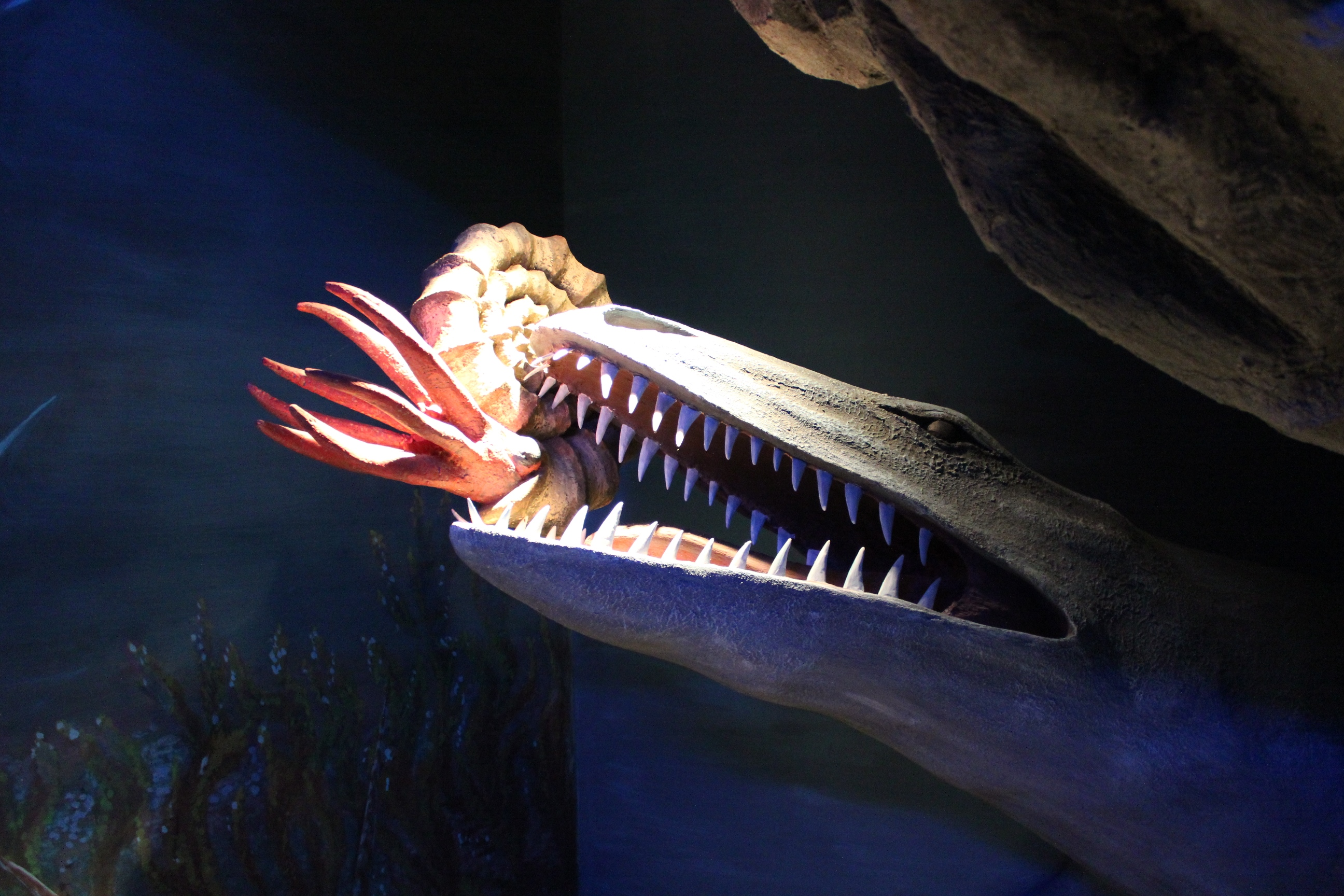
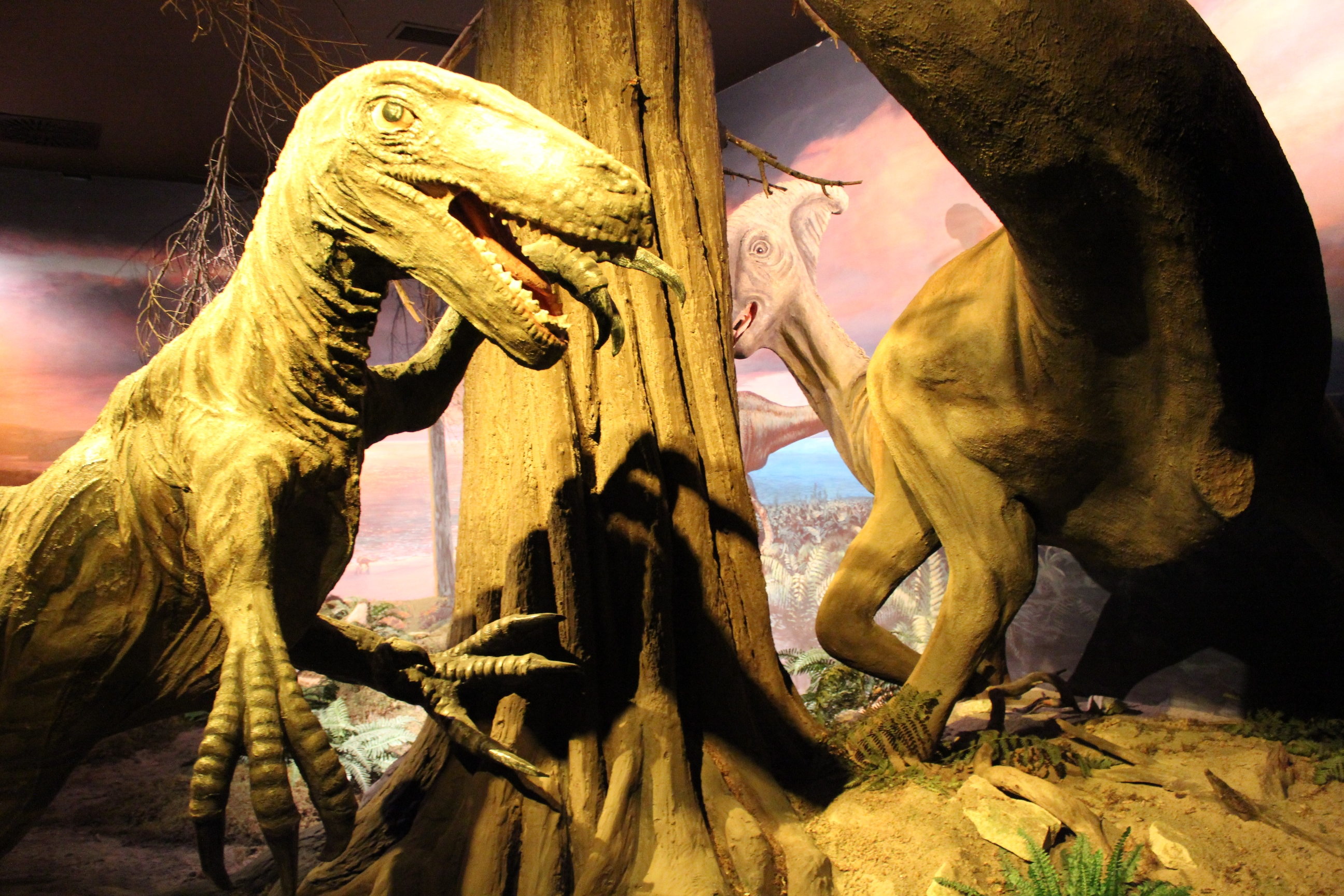
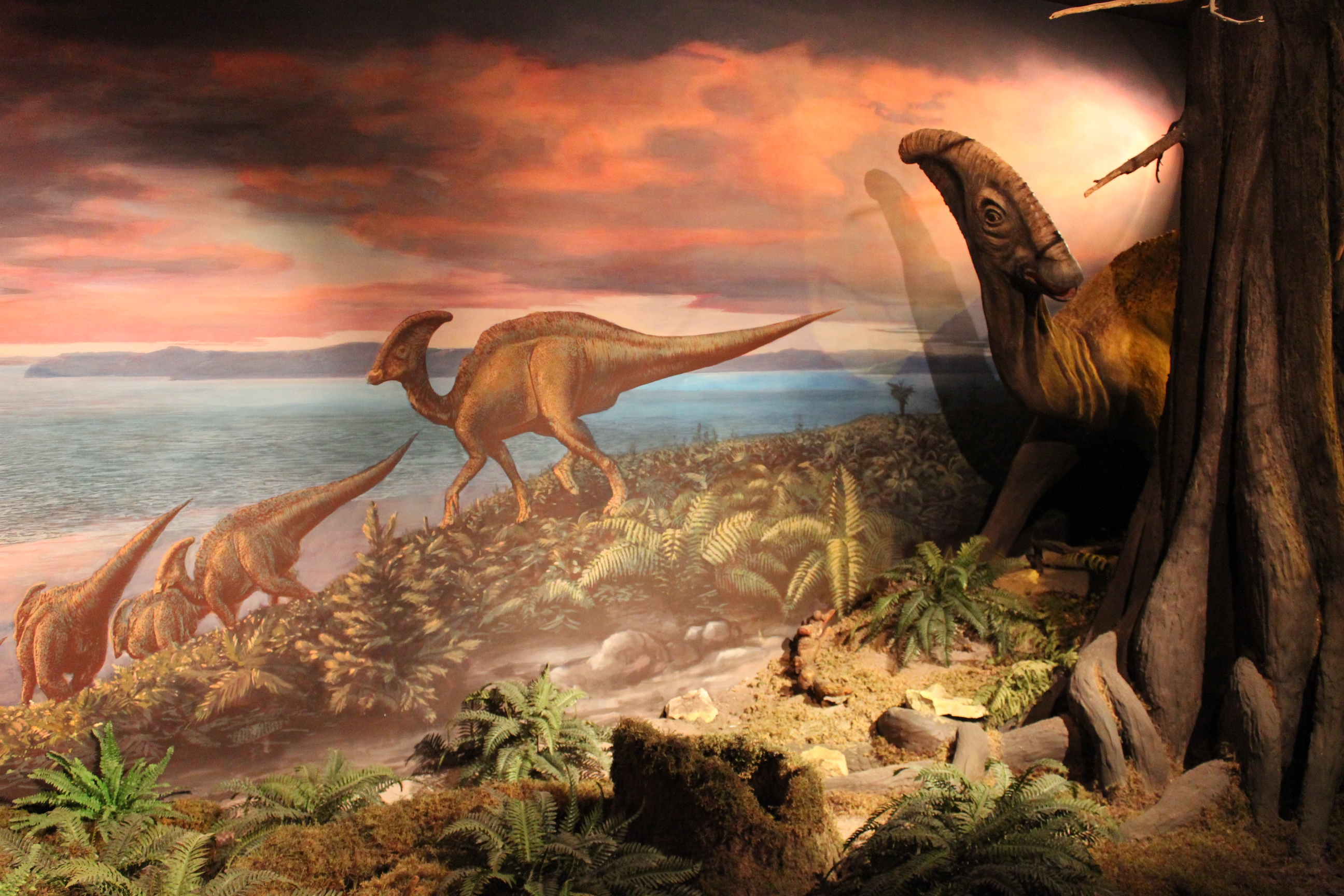
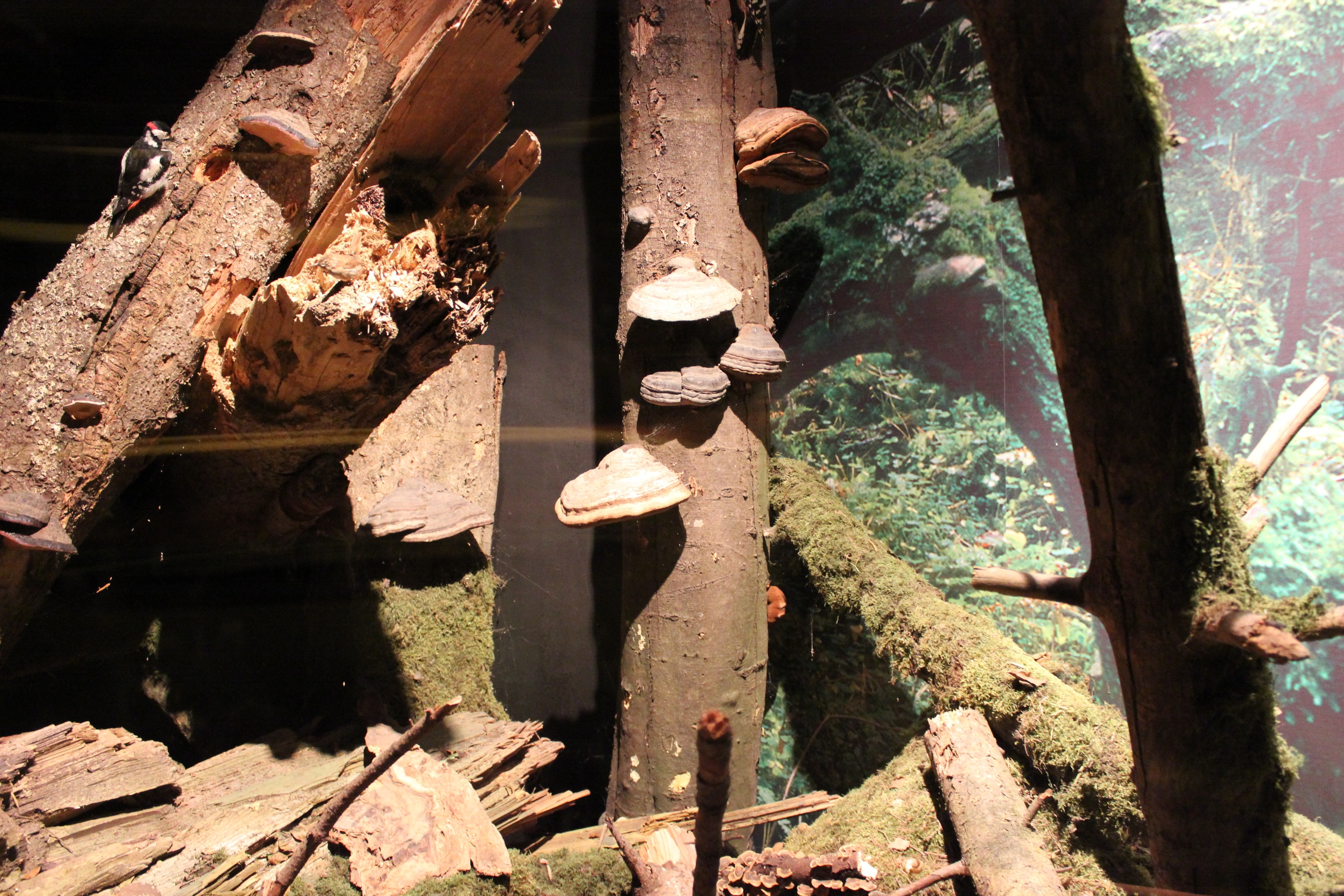
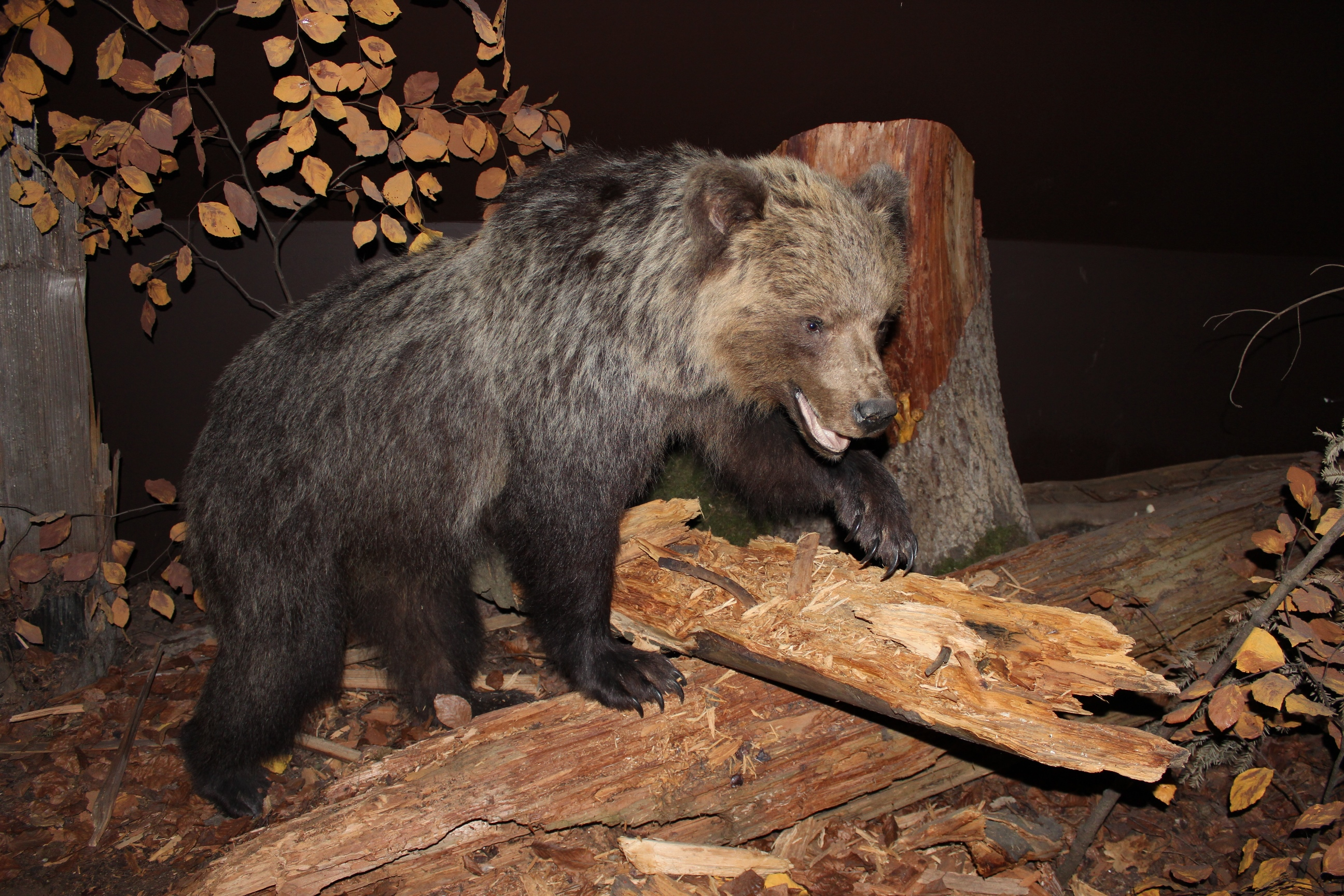
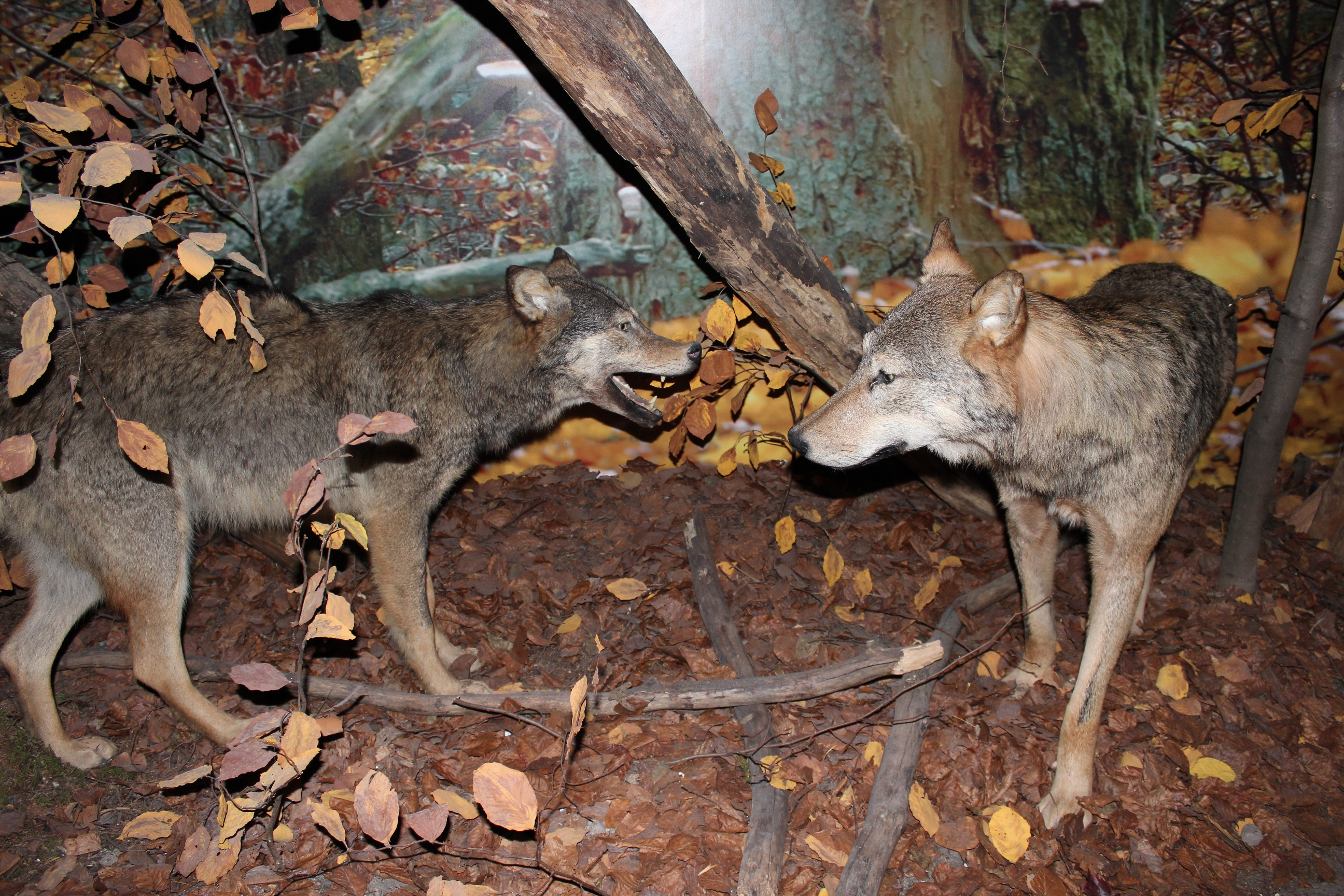
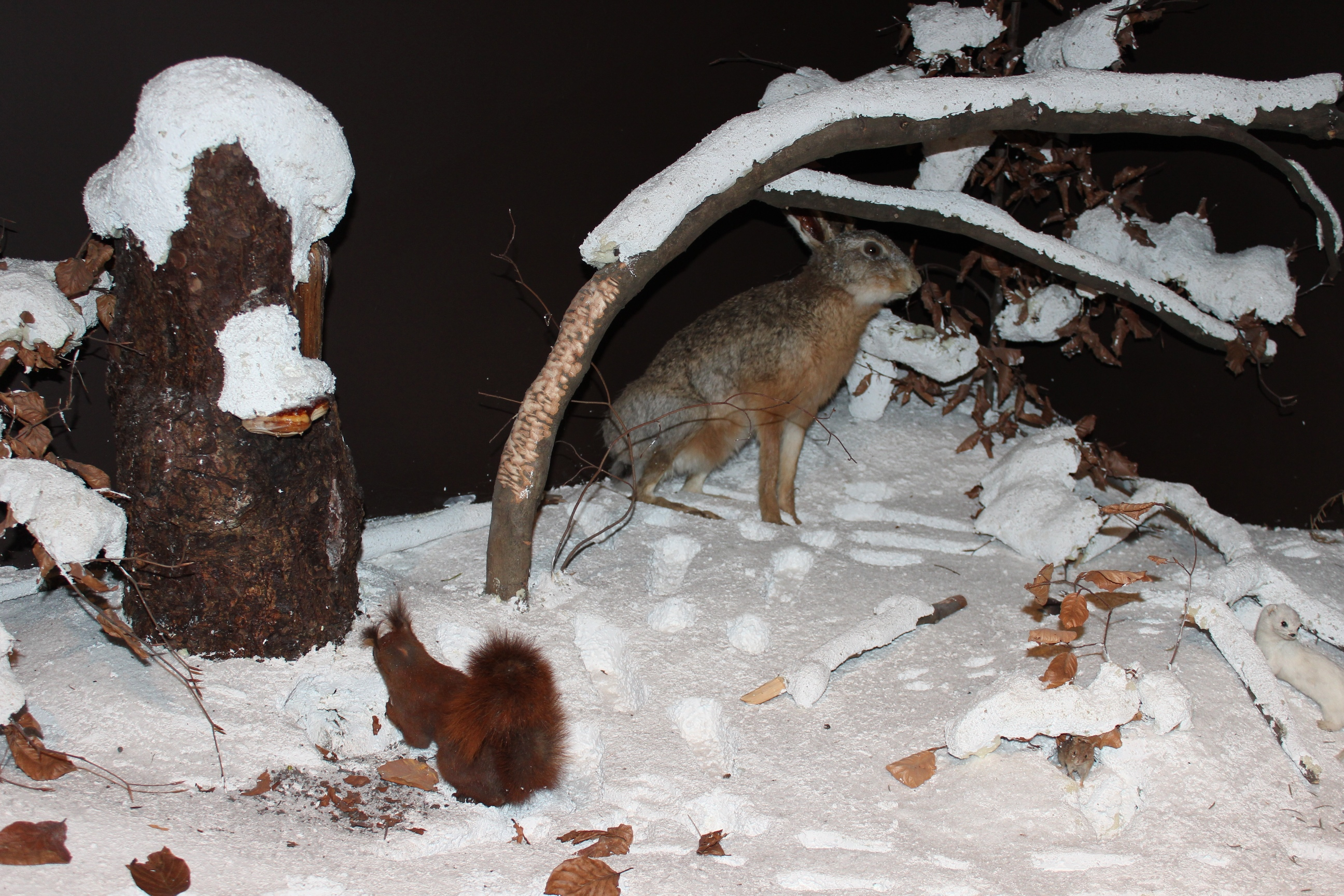
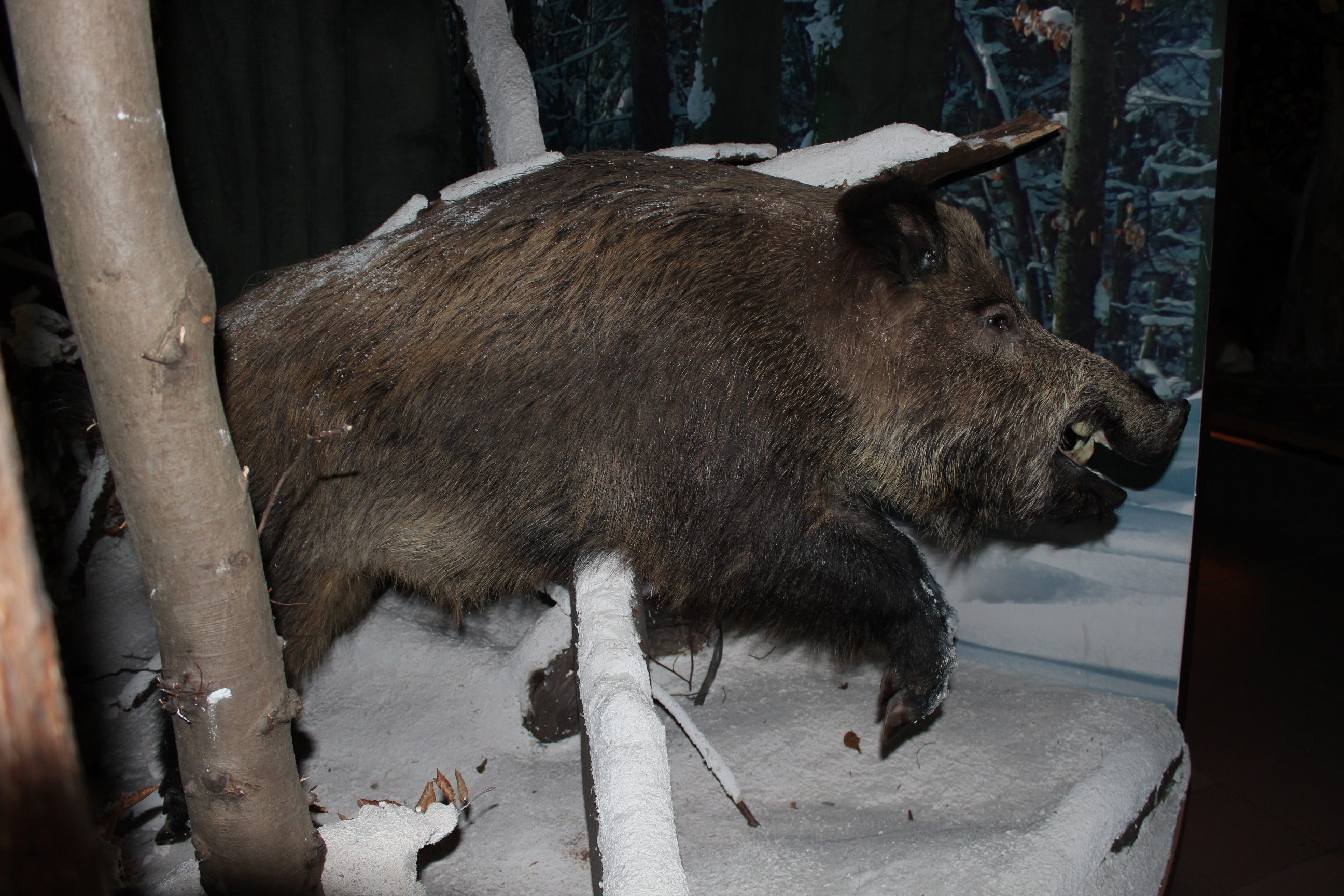
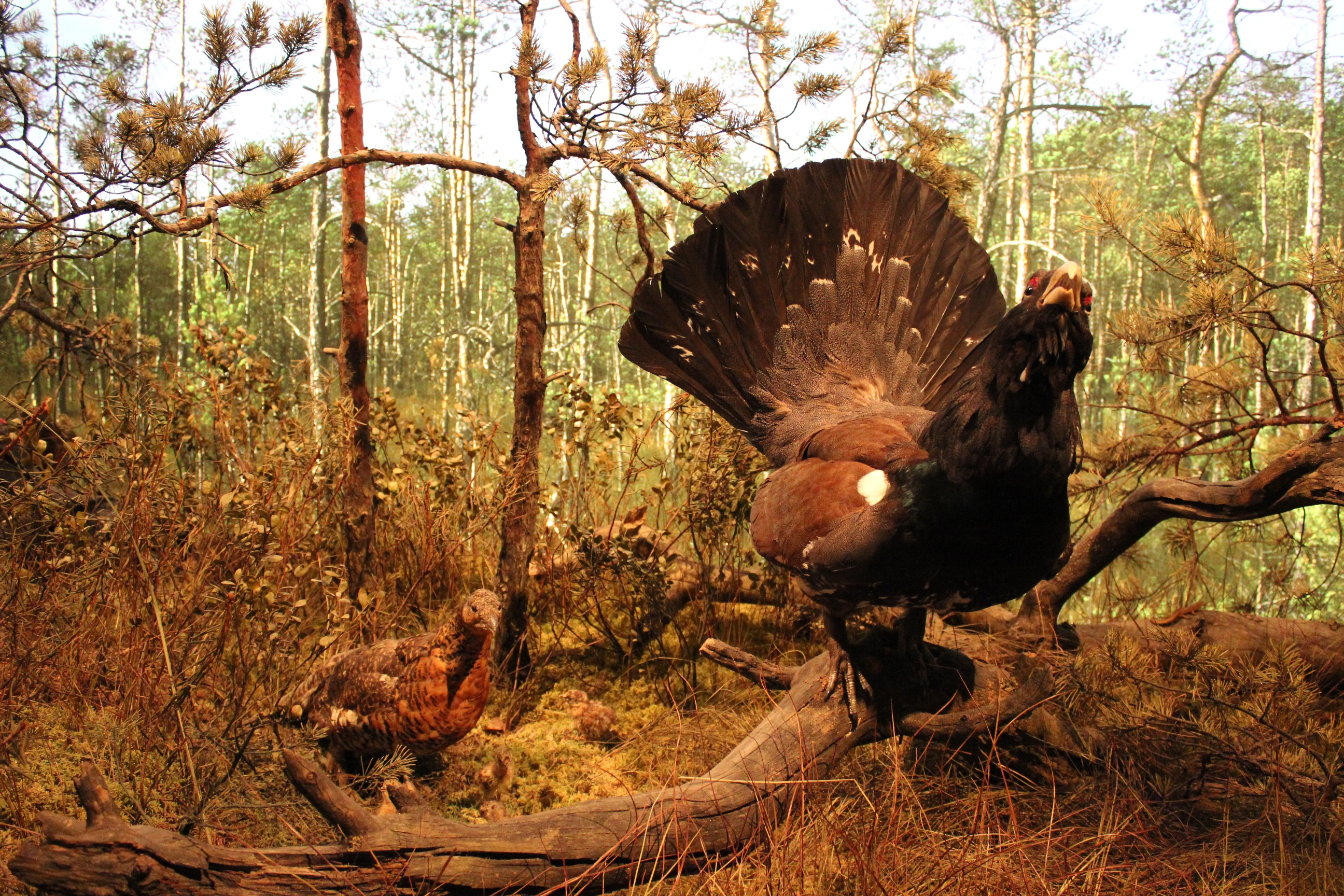
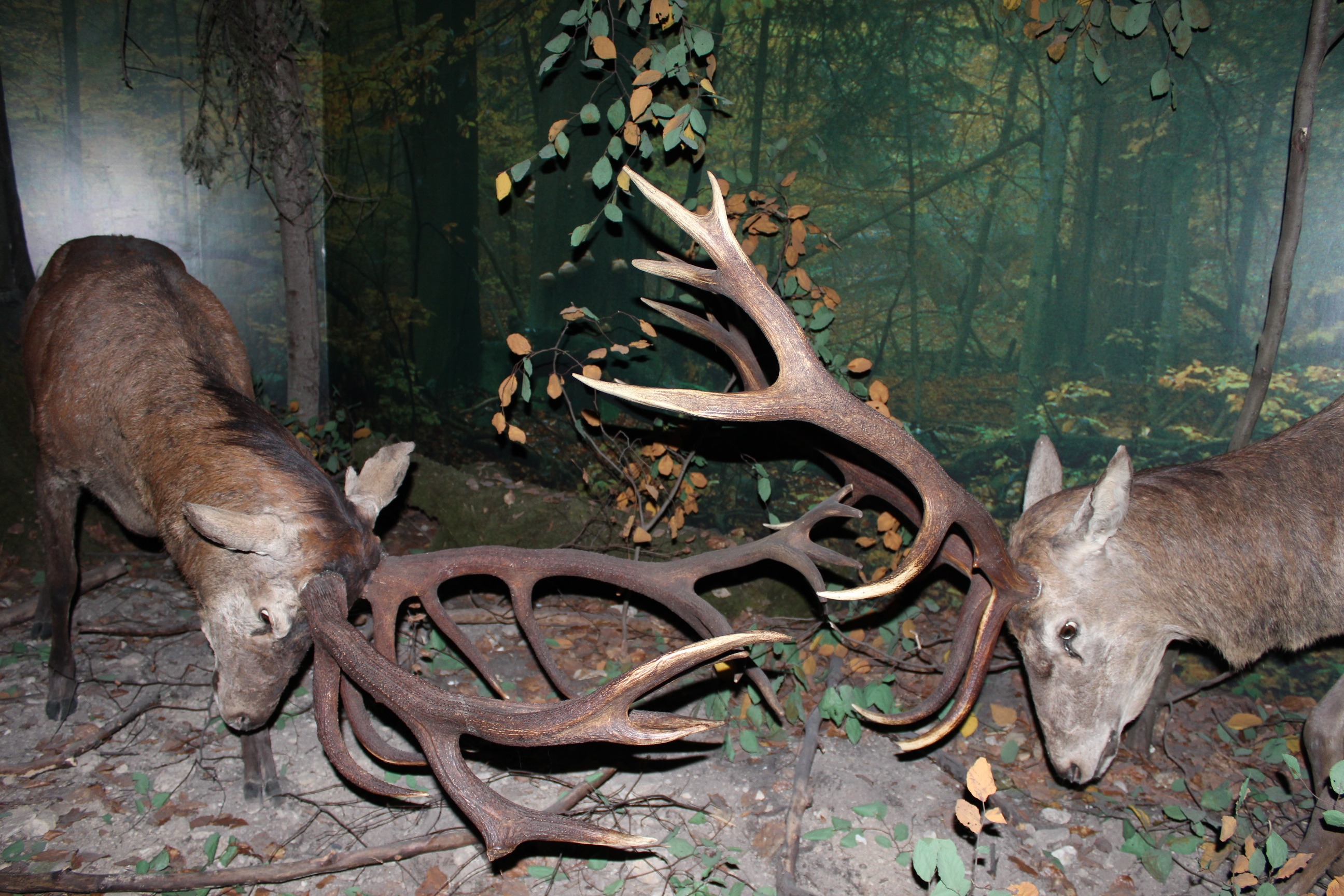
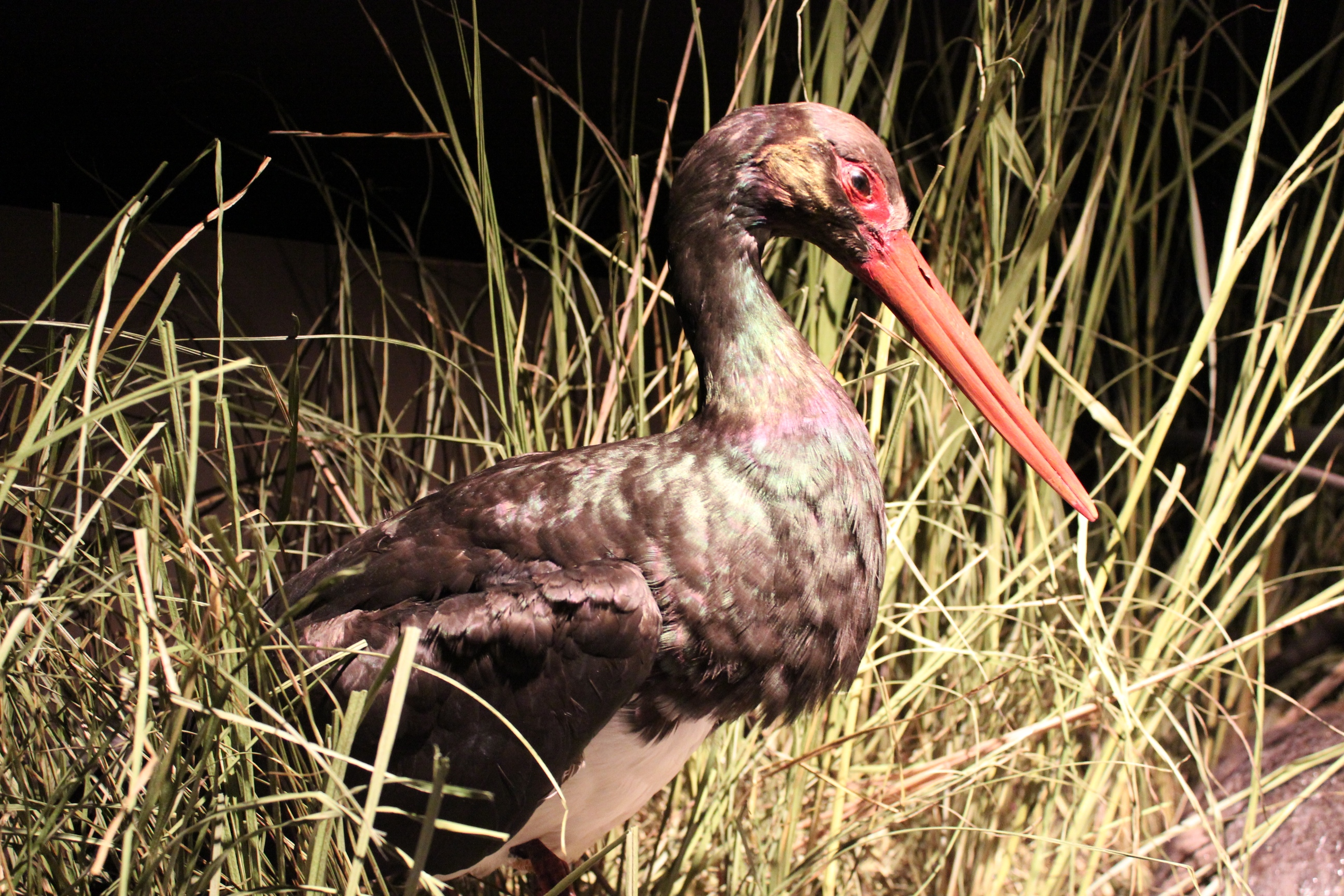
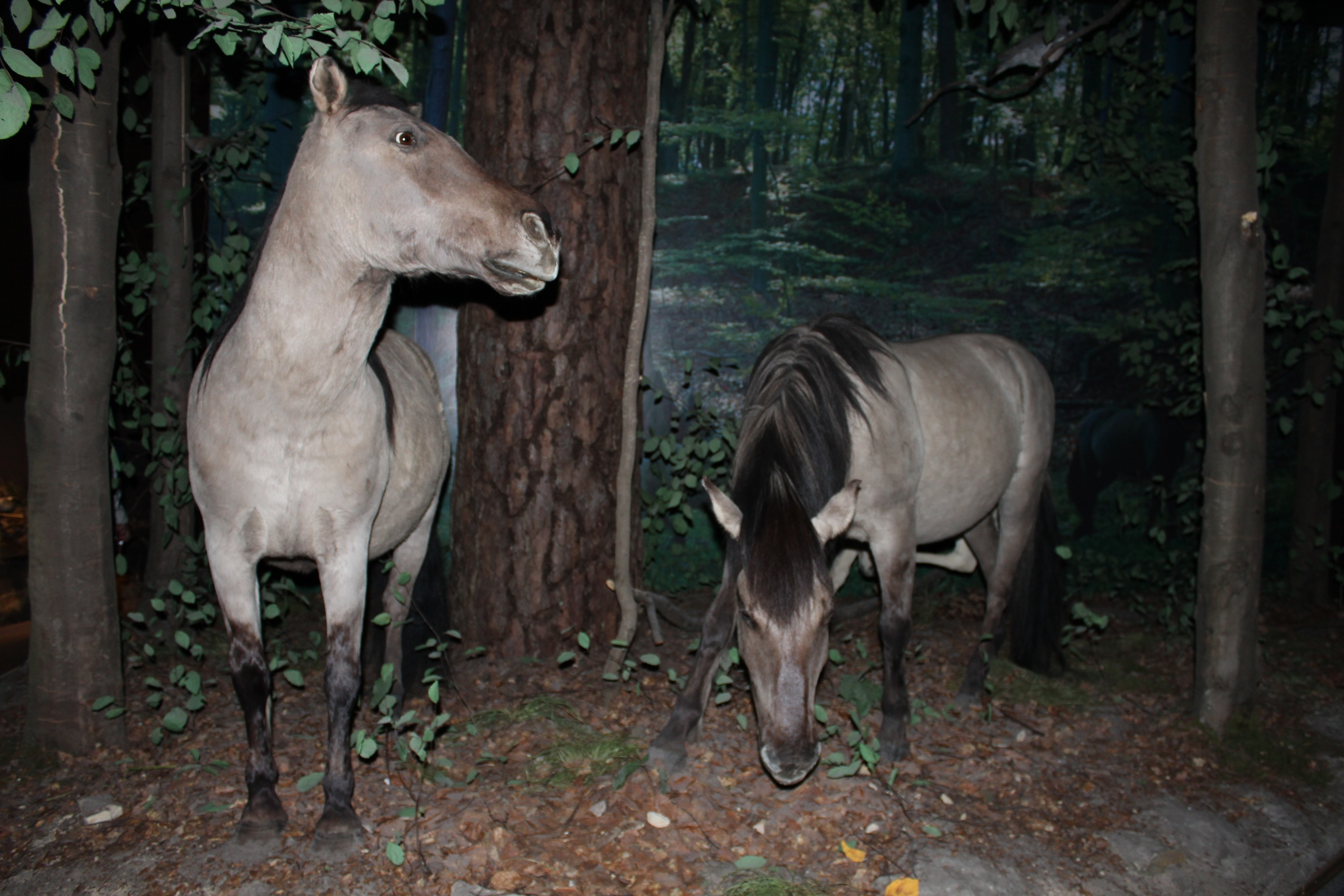

## Ekspozycja czasowa
Ekspozycje czasowe prezentowane są na parterze budynku. W latach 2014–2015 była nią wystawa „Arktyka – nie tylko kraina lodu i chłodu”, przedstawiająca m.in. zwierzęta dalekiej północy, historię odkryć i badań naukowych na Spitsbergenie m.in. z udziałem naukowców Uniwersytetu Marii Curie-Skłodowskiej w Lublinie.

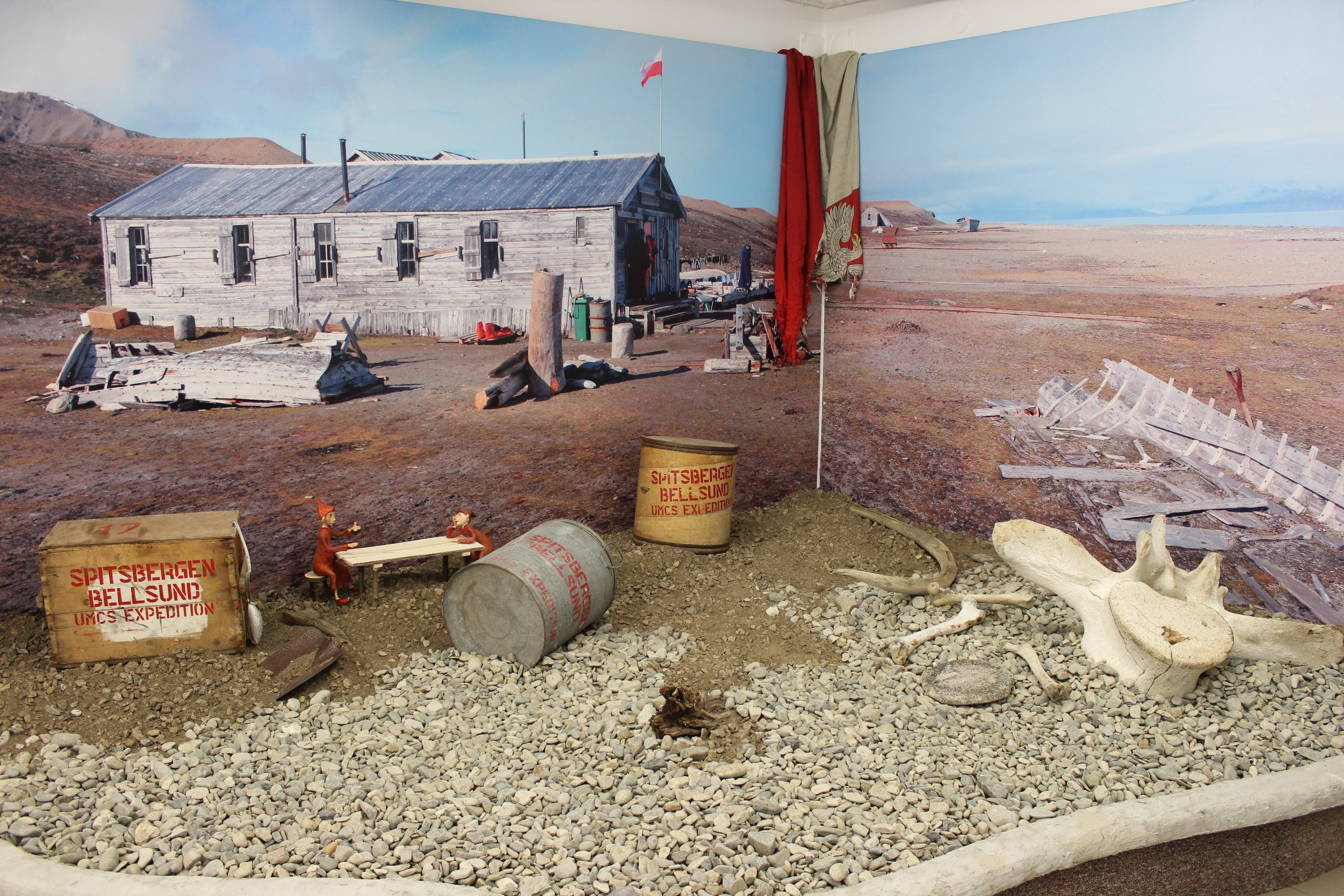
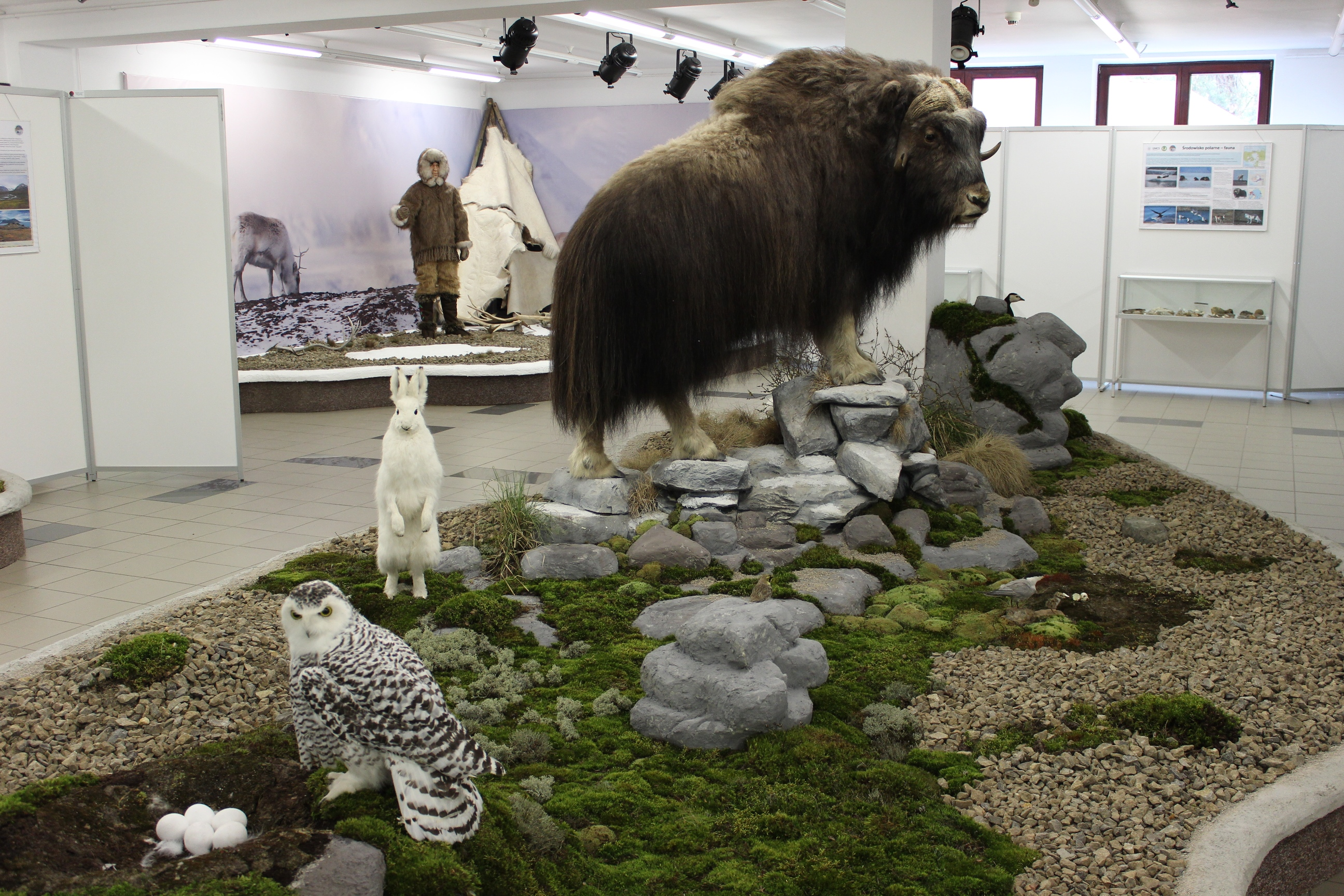
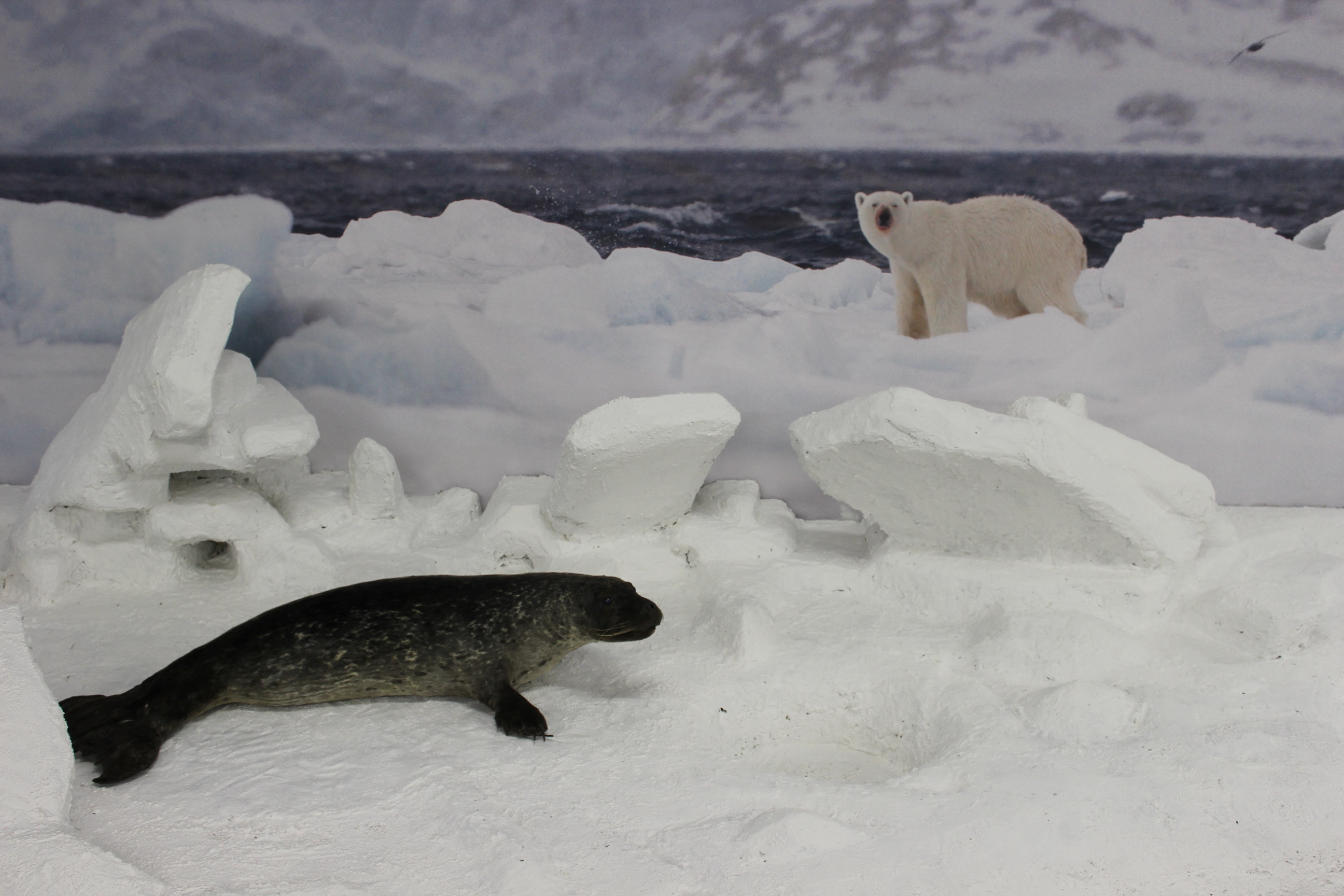
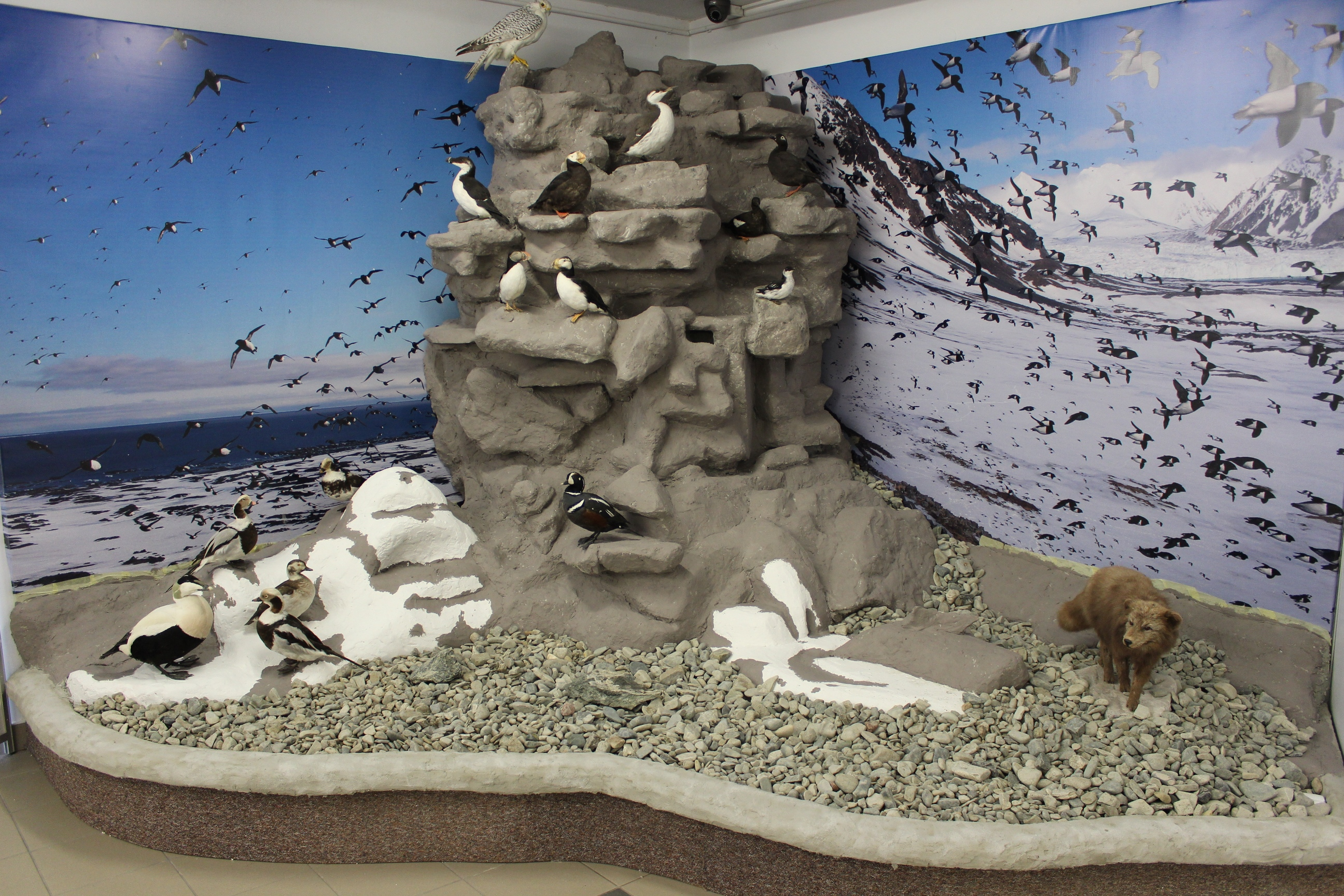
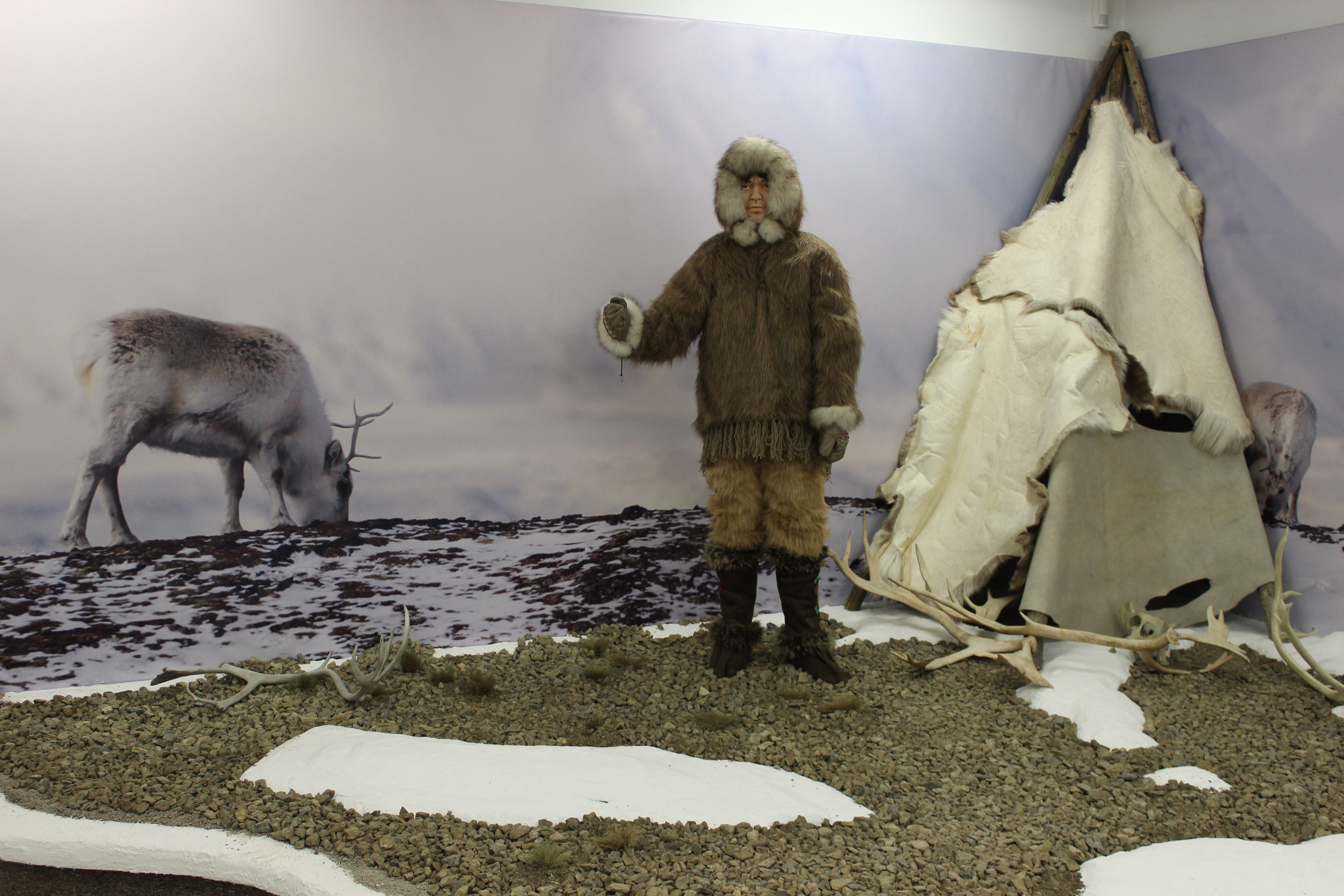
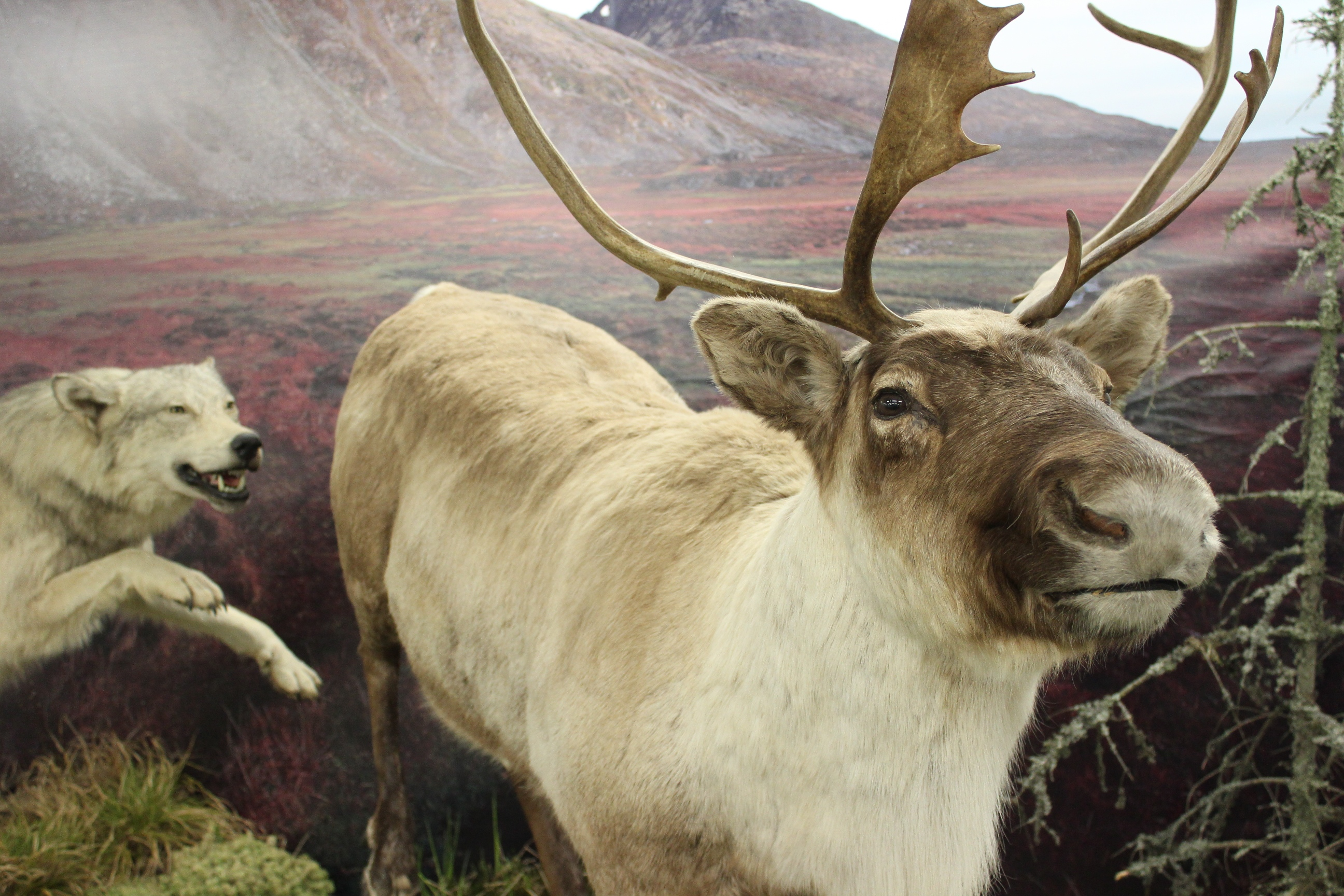

## Ścieżki przyrodnicze
Przy ośrodku rozpoczyna się kilka ścieżek przyrodniczych Roztoczańskiego Parku Narodowego:  na Bukową Górę,  na Piaseczną Górę,  po wydmie do Stawów Echo,  do Stawów Echo i  aleją Aleksandry Wachniewskiej.

## Upamiętnienie prof. Tadeusza Wilgata
Przy ośrodku posadzony został dąb szypułkowy (drzewo – symbol) upamiętniający prof. dr hab. Tadeusza Wilgata. Przy drzewie znajduje się głaz ze stosowną inskrypcją.